# Пастрома
Пастрома́ или пастра́ми (идиш פּאַסטראָמע‎ — пастро́мэ в бессарабском/молдавском диалекте идиша) — мясной деликатес из говядины, блюдо еврейской кухни Молдавии (Бессарабии) и Румынии; вероятно тюркского происхождения. Название этимологически связано с тюркским бастурма (через рум. pastramă, форма глагола păstra, означающее «консервировать, выдерживать длительное время»). В Новый Свет пастрома перекочевала с еврейской иммиграцией второй половины XIX века как pastrami — блюдо евреев — выходцев из Бессарабии и Румынии; теперь — традиционное блюдо нью-йоркской еврейской кухни. В традиционной еврейской и соответственно нью-йоркской кухне приготавливается из говядины; в Румынии часто используется свинина.
Мясо маринуется, коптится и приправляется специями, в основном перцем. К столу пастрома подаётся тонко нарезанной. Наряду с солониной она была придумана как метод сохранения мяса.

## Пастрами в США
Первоначально пастрома была известна англоязычной публике только по литературе как местное, румынское и бессарабское блюдо, и её название писалось по-английски как «pastrama» (пастрама). Во второй половине XIX века румынские евреи, которые начали эмигрировать в США до 1872 года, привезли это блюдо с собой, где оно стало известно под названием пастрами (англ. pastrami). Существует городская легенда, что этот вариант представляет собой игру слов «пастрома» и «салями», хотя в реальности это, скорее всего, просто дальнейшее развитие исходного еврейского произношения: «пастромэ». Хотя на родине румынские евреи обычно готовили пастрами из дешёвого мяса птицы (в особенности, гусятины), в США оказалось, что говядина стоит дешевле, чем гусятина; в результате американское пастрами стало в основном говяжьим.
Самым распространённым способом употребления блюда в США стал сэндвич с пастрами. Первоначально это было кошерное блюдо, которое, как считается, придумал в 1887 году в Нью-Йорке владелец мясной лавки, иммигрант-еврей по фамилии Волк. Со временем появилось множество разновидностей сэндвича с пастрами, в том числе и трефные, а сам сэндвич с пастрами вышел далеко за пределы еврейской общины и начал восприниматься как один из ключевых кулинарных символов Нью-Йорка. Интересно, что хотя изначально сэндвич с пастрами, как и многие ставшие позднее модными блюда (такие как пицца и луковый суп), считался едой бедняков, сегодня он давно таковым не является, подаётся в многочисленных нью-йоркских кафе, и пастрами туда кладётся очень много, что и придаёт сэндвичу его характерный вид.
Нью-Йоркская пастрами обычно делается из говядины, из той части, которая по-английски называется the navel end of the brisket (грудинка). Говядину вымачивают в рассоле, покрывают смесью специй, таких как чеснок, кориандр, чёрный перец, паприка, гвоздика, душистый перец и горчичное семя, а затем коптят. Наконец, мясо пропаривают до тех пор, пока соединительные ткани внутри мяса не распадутся, после чего мясо становится мягким.
Помимо сэндвичей, в США кладут в пиццу, бургеры, питу. Хотя пастрами можно встретить во многих местах в США, наиболее характерным это блюдо является для Нью-Йорка.

## Галерея

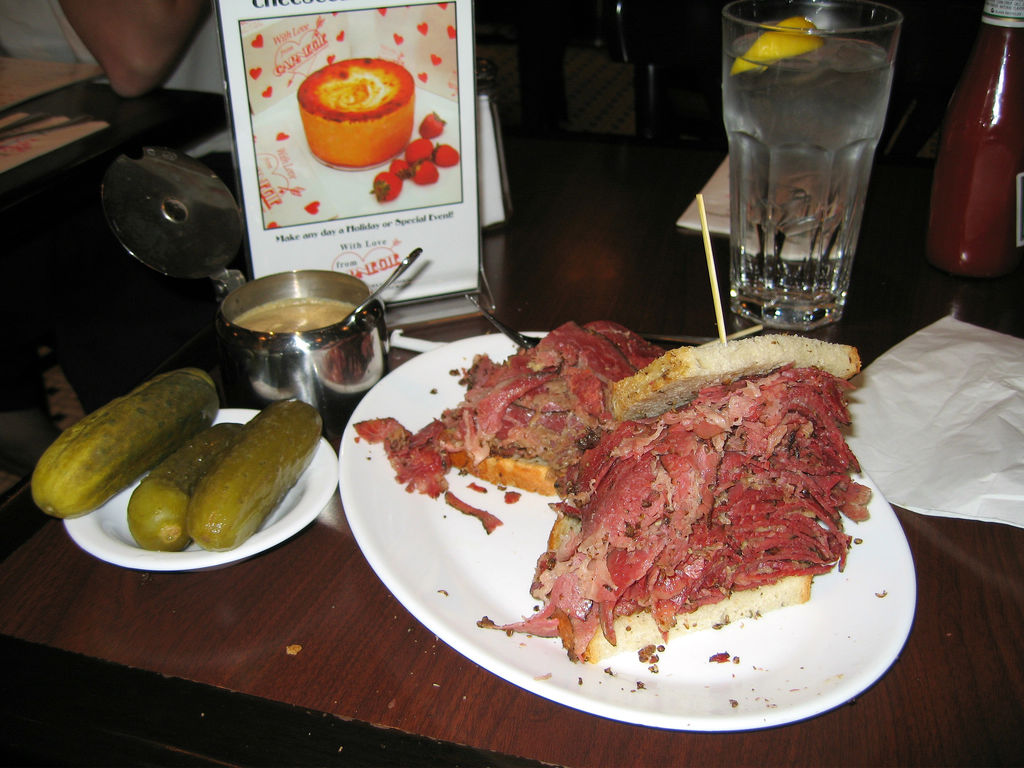
Сэндвич с пастрами, сервированный с солёными огурцами. Нью-Йорк
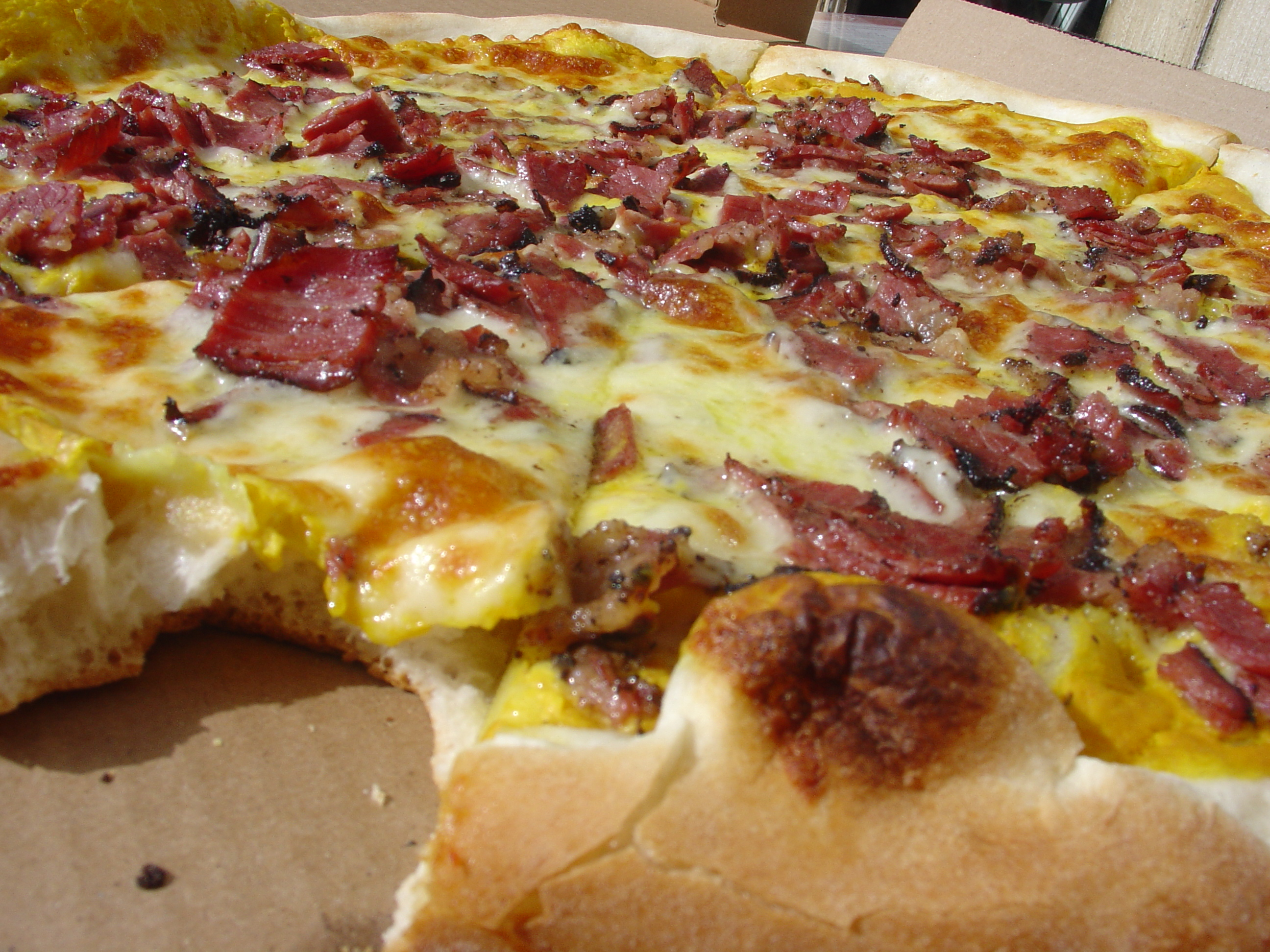
Пицца с пастрами
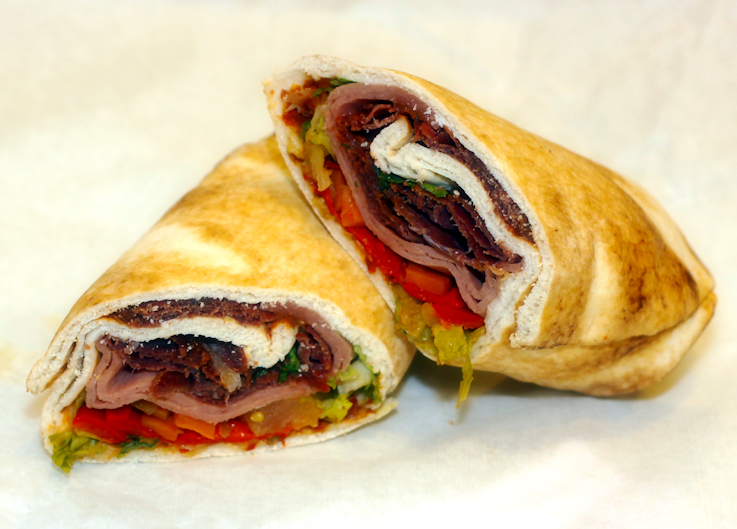
Пита с пастрами и перечной пастой харисса